# Stary Osów
Stary Osów – wieś sołecka  w Polsce położona w województwie mazowieckim, w powiecie białobrzeskim, w gminie Stara Błotnica. Dawna nazwa Ossów. Przez miejscowość przebiega droga wojewódzka nr 732.
W latach 1975–1998 miejscowość administracyjnie należała do województwa radomskiego.
Wierni Kościoła rzymskokatolickiego należą do parafii Narodzenia Najświętszej Maryi Panny w Starej Błotnicy. 